# Antigonon
Antigonon é um género botânico pertencente à família Polygonaceae.